# Langatte
Langatte är en kommun i departementet Moselle i regionen Grand Est (tidigare regionen Lorraine) i nordöstra Frankrike. Kommunen ligger i kantonen Sarrebourg som tillhör arrondissementet Sarrebourg. År 2022 hade Langatte 629 invånare.

## Befolkningsutveckling
Antalet invånare i kommunen Langatte
| Referens: INSEE |